# 400 meter medley för damer i simning vid olympiska sommarspelen 2004
Sammanställda resultaten för 400 meter medley, damer vid de Olympiska sommarspelen 2004.

## Rekord
| Världs- och olympiskt rekord | Jana Klotjkova (Ukraina) | Sydney, Australien | 4.33,59 | 16 september 2000 |

## Medaljörer
| Guld:                   | Silver:              | Brons:                      |
| Jana Klotjkova, Ukraina | Kaitlin Sandeno, USA | Georgina Bardach, Argentina |

## Resultat
Från de 4 kvalheaten gick de 8 snabbaste vidare till final.
Alla tider visas i minuter och sekunder.

Q kvalificerad till nästa omgång

DNS startade inte.

DSQ markerar diskvalificerad eller utesluten.

### Kval

#### Heat 1
1. Nimitta Thaveesupsoonthorn, Thailand 5.00,06
2. Ana Dangalakova, Bulgarien 5.01,00
3. Sabria Dahane, Algeriet 5.10,20

#### Heat 2
1. Georgina Bardach, Argentina 4.41,20 Q
2. Nicole Hetzer, Tyskland 4.41,74 Q
3. Yoo-Sun Nam, Sydkorea 4.45,16 Q
4. Helen Norfolk, Nya Zeeland 4.45,21
5. Lara Carroll, Australien 4.46,32
6. Katie Hoff, USA 4.47,49
7. Iana Martinova, Ryssland 4.52,96

#### Heat 3
1. Eva Risztov, Ungern 4.41,20 Q
2. Elizabeth Warden, Kanada 4.46,27
3. Anja Klinar, Slovenien 4.46,66
4. Alessia Filippi, Italien 4.47,26
5. Teresa Rohmann, Tyskland 4.48,51
6. Jennifer Reilly, Australien 4.49,04
7. Tianyi Zhang, Kina DSQ

#### Heat 4
1. Jana Klotjkova, Ukraina 4.38,36 Q
2. Kaitlin Sandeno, United States 4.40,21 Q
3. Joanna Melo, Brasilien 4.42,01 Q
4. Vasiliki Angelopoulou, Grekland 4.44,90 Q
5. Misa Amano, Japan 4.45,61
6. Beatrice Caslaru, Rumänien 4.46,94
7. Zsuzsanna Jakabos, Ungern 4.47,21
8. Man-Hsu Lin, Taiwan 4.52,22

### Final
1. Jana Klotjkova, Ukraina 4:34,83
2. Kaitlin Sandeno, USA 4:34,95 Amerikanskt rekord
3. Georgina Bardach, Argentina 4:37,51
4. Eva Risztov, Ungern 4:39,29
5. Joanna Melo, Brasilien 4:40,00
6. Nicole Hetzer, Tyskland 4:40,20
7. Yoo-Sun Nam, Sydkorea 4:50,35
8. Vasiliki Angelopoulou, Grekland 4:50,85

## Tidigare vinnare

### OS
- 1896 – 1960: Ingen tävling
- 1964 i Tokyo: Donna Di Varona, USA – 5.18,7
- 1968 i Mexico City: Claudia Kolb, USA – 5.09,5
- 1972 i München: Gail Neall, Australien – 5.02,97
- 1976 i Montréal: Ulrike Tauber, DDR – 4.42,77
- 1980 i Moskva: Petra Schneider, DDR – 4.36,29
- 1984 i Los Angeles: Tracey Caulkins, USA – 4.39,24
- 1988 i Seoul: Janet Evans, USA – 4.37,76
- 1992 i Barcelona: Krisztina Egerszegi, Ungern – 4.36,54
- 1996 i Atlanta: Michelle Smith, Irland – 4.39,18
- 2000 i Sydney: Jana Klotjkova, Ukraina – 4.33,59

### VM
- 1973 i Belgrad: Gudrun Wegner, DDR – 4.57,51
- 1975 i Cali, Colombia: Ulrike Tauber, DDR – 4.52,76
- 1978 i Berlin: Tracey Caulkins, USA – 4.40,83
- 1982 i Guayaquil, Ecuador: Petra Schneider, DDR – 4.36,10
- 1986 i Madrid: Kathleen Nord, DDR – 4.43,75
- 1991 i Perth: Lin Li, Kina – 4.41,45
- 1994 i Rom: Guo-hong Dai, Kina – 4.39,14
- 1998 i Perth: Yan Chen, Kina – 4.36,66
- 2001 i Fukuoka, Japan: Jana Klotjkova, Ukraina – 4.36,98
- 2003 i Barcelona: Jana Klotjkova, Ukraina – 4.36,74